# Tachytrechus fedtschenkoi
Tachytrechus fedtschenkoi är en tvåvingeart som beskrevs av Stackelberg 1924. Tachytrechus fedtschenkoi ingår i släktet Tachytrechus och familjen styltflugor. Inga underarter finns listade i Catalogue of Life.